# Вроцлав-Солтысовице
Вроцлав-Солтысовице (пол. Wrocław Sołtysowice) — пассажирская и грузовая железнодорожная станция в городе Вроцлав, в Нижнесилезском воеводстве Польши. Имеет 3 платформы и 3 пути.
Станция была построена в 1868 году, когда эта территория была в составе Королевства Пруссия.